# Zengidi
Zengidi ili Zangidi (arap. زنكيون) su bili islamska dinastija turkijskog podrijetla koja je u službi Seldžuka vladala područjima današnje Sirije i sjevernog Iraka.

## Povijest
Zengidsku dinastiju osnovao je Imad ad-Din Zengi I. koji je od 1127. godine služio kao seldžučki atabeg (namjesnik) u Mosulu. Zengi I. (ili Zangi) ubrzo je proširio politički utjecaj na sjeveru Sirije i Iraka: prvo je 1128. godine zauzeo Alep koji je ranije bio pod kontrolom ortokidskih emira, a potom je 1144. godine porazio križare i zauzeo Edesu što ga je učinilo slavnim u islamskom svijetu. Dvije godine kasnije ubijen je od strane vlastitog roba.
Nakon Zengijeve smrti teritoriji kojima je upravljao bili su podijeljeni: Mosul s okolicom pripao je njegovom najstarijem sinu Saifu ad-Din Gaziju I., a Alep i Edesa drugom sinu Nuru ad-Din Mahmudu koji se pokazao jednako sposobnim. Godine 1149. porazio je antiohijskog kneza Raymonda, a sljedeće je godine osvojio regiju Edesu zapadno od Eufrata. Godine 1154. svladava i buridske emire i zauzima Damask čime nastupa vrhunac njegove karijere.
Vladajući iz Damaska, Nur ad-Din nastavio je nizati političke uspjehe. Uskoro je zarobio i drugog antiohijskog kneza Raynalda od Châtillona čime su granice njegove kneževine svedene na minimum. Tijekom 1160-ih godina zengidski atabeg Nur ad-Din i jeruzalemski kralj Amalrik I. su međusobno politički parirali za kontrolu nad fatimidskim kalifatom, u čemu se iskazao kurdski vojskovođa Širkuh koji je 1169. godine osvojio Egipat. Širkuhov nećak i nasljednik Saladin odbio je priznati zengidski autoritet čime dolazi do uspona ajubidske dinastije.
Nur ad-Din je kao odgovor pripremao invaziju na Egipat kojom bi podčinio Saladina, u čemu ga je 1174. godine spriječila smrt. Njegov maloljetni sin As-Salih Ismail al-Malik bio je prisiljen preseliti se u Alep gdje je vladao do 1181. godine kada biva ubijen i zamijenjen rođakom koji je vladao kao mosulski atabeg. Dvije godine kasnije Saladin osvaja Alep čime zengidska dinastija gubi vlast u Siriji.
Zengidski atabegovi nastavili su iz Mosula vladati sjevernim Irakom sve do mongolske invazije u ranom 13. stoljeću.

## Zengidski vladari

### Atabegovi i emiri u Mosulu
- Imad ad-Din Zengi I. (1127. – 1146.)
- Saif ad-Din Gazi I. (1146. – 1149.)
- Kutb ad-Din Mavdud (1149. – 1170.)
- Saif ad-Din Gazi II. (1170. – 1180.)
- Iz ad-Din Masud I. (1180. – 1193.)
- Nur ad-Din Arslan Šah I. (1193. – 1211.)
- Iz ad-Din Masud II. (1211. – 1218.)
- Nur ad-Din Arslan Šah II. (1218. – 1219.)
- Nasir ad-Din Mahmud (1219. – 1234.)

### Emiri u Alepu
- Imad ad-Din Zengi I. (1128. – 1146.)
- Nur ad-Din Mahmud (1146. – 1174.)
- As-Salih Ismail al-Malik (1174. – 1181.)
- Imad ad-Din Zengi II. (1181. – 1183.)

### Emiri u Damasku
- Nur ad-Din Mahmud (1154. – 1174.)
- As-Salih Ismail al-Malik (1174.)

### Emiri u Sindžaru
- Imad ad-Din Zengi II. (1171. – 1197.)
- Kutb ad-Din Muhamed (1197. – 1219.)
- Imad ad-Din Šahanšah (1219. – 1220.)
- Džalal ad-Din Mahmud (1219. – 1220.)
- Fat ad-Din Umar (1219. – 1220.)

### Emiri u Džaziri
- Muiz ad-Din Sandžar Šah (1180. – 1208.)
- Muiz ad-Din Mahmud (1208. – 1241.)
- Mahmud al-Malik al-Zahir (1241. – 1250.)

## Poveznice
- Seldžuci
- Atabegovi